# محمد بن المنهال الضرير
محمد بن المنهال الضرير أبو جعفر . وقيل: أبو عبد الله التميمي البصري من أئمة الحديث الحفاظ الثقات، صاحب يزيد بن زريع وراويته، ولم يرحل ولا كتب، بل كان يحفظ. وكان يقول: كتابي صدري. وكان أعجوبة في الحفظ. قال ابن أبي حاتم: سمعت أبا زرعة يقول: سألت محمد بن المنهال أن يقرأ علي تفسير أبي رجاء ليزيد بن زريع، فأملى علي من حفظه نصفه، ثم أتيته يومًا آخر بعد كم فأملى علي من حيث انتهى، فقال : خذ؛ فتعجبت، وكان يحفظ حديث يزيد بن زريع. مات بالبصرة ليلة الأحد لسبع عشرة خلون من شعبان، سنة إحدى وثلاثين ومائتين.

## روايته للحديث النبوي
- حدث عن :يزيد بن زريع وأبي عوانة وجعفر بن سليمان ومحمد بن عبد الرحمن الطفاوي ومخشي بن معاوية الباهلي وحبيبة بنت حماد المازنية وجماعة يسيرة.
- روى عنه : البخاري ومسلم وأبو داود وأبو محمد الدارمي وأبو بكر الأثرم وحرب الكرماني وعبيد الله بن واصل البخاري وعثمان بن خرزاذ وعثمان بن سعيد الدارمي ومحمد بن إبراهيم البوشنجي ومضر بن محمد الأسدي ويعقوب الفسوي ويعقوب بن شيبة ويوسف القاضي وأبو بكر أحمد بن علي المروزي وأبو يعلى الموصلي والحسن بن سفيان وأبو مسلم الكجي وخلق كثير.[2]

## أقوال العلماء فيه
الجرح والتعديل
- أبو حاتم الرازي: ثقة حافظ، ومرة: كيس أحب إلي من أمية بن بسطام.
- أبو حاتم بن حبان البستي : ذكره في الثقات.
- أبو زرعة الرازي: تعجب من حفظه.
- أبو يعلى الموصلي: فخم أمره وذكر أنه كان أحفظ من كان بالبصرة في وقته وأثبتهم.
- أحمد بن صالح الجيلي: ثقة، ولم يكن له كتاب.
- ابن حجر العسقلاني: ثقة حافظ.
- الذهبي: الحافظ كان آية في الحفظ.
- يحيى بن معين: ثقة.